# Ibb (província)

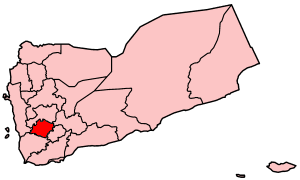
Localização no Iêmen

Ibb (em árabe: إب)é uma província (mohafazah) do Iêmen, localizada no interior da parte sul do país. Tem uma área de 5.344 quilômetros quadrados e uma população de cerca de 1.665.000 (2004), o que faz dela a província mais densamente povoada do Iêmen depois da cidade de Sana, que também constitui uma província.
Sua capital é Ibb, que é, juntamente com Jubla, uma cidade de significante importância histórica. A província contém muitas atrações em distritos como Yarim, Ba'dan e Al-Sabrah. Localiza-se lado sudoeste dos terrenos escarpados das terras altas iemenitas, com inclinações dramáticas de relevo próximo às cidades de Ta'izz e o litoral de Tiama.
Graças à maneira com que captura o fluxo das monções do sudoeste, durante os meses de abril a outubro, a província de Ibb é o lugar mais úmido da península Arábica. Embora os dados meteorológicos sejam excessivamente escassos e tenham precisão duvidosa, a precipitação é de provavelmente mais de 1.000 milímetros (mm), e algumas estimativas sugerem que possa chegar até mesmo a 1.500 mm. Chove pouco entre novembro e fevereiro, porém durante o resto do ano chove, provavelmente, pelo menos 100 mm por mês. As temperaturas são quentes, com média de 30 °C durante o dia, mas as noites são frias.
Devido a este abundância de chuvas, Ibb é conhecida como "a província fértil". Quase toda a área da província situada fora dos centros urbanos é cultivada, apesar do terreno íngreme, e o número de culturas produzidas é extraordinariamente variado para uma área tão pequena. O khat é particularmente importante, porém o trigo, a cevada, o gergelim e o sorgo são as principais fontes de alimentação para a maioria das pessoas fora da cidade de Ibb. Sistemas sofisticados de administração e armazenagem de água das chuvas sazonais permite que culturas adicionais possam ser cultivadas durante a estação seca. Esta agricultura sofisticada permite a Ibb suportar uma população rural extremamente densa, com densidades populacionais de até 500 pessoas por quilômetro quadrado.
Recentemente, a província de Ibb tem sido palco de diversos atos de protesto contra políticas governamentais. Ibb também é considerada uma das regiões 
do país com mais minas terrestres.